# Río Derwent (Tasmania)
El río Derwent (del inglés: Derwent River) es un río de Tasmania, Australia. 

## Etimología
Debe su nombre al río inglés del mismo nombre en el condado de Cumbria que le fue asignado por el comodoro John Hayes que exploró su curso en 1794. Su nombre, en lengua britónica, significa «valle lleno de robles».
Las márgenes del río estuvieron habitadas por el pueblo Mouheneener durante al menos 8000 años antes de la llegada de los europeos. En su lengua, el río se llama Teem.toomele men.en.nye.

## Ecología e historia
A la llegada de los primeros europeos, el tramo bajo del río estaba cubierto de espesos bosques de filaos de los cuales aún quedan algunas trazas. 

## Geografía
El río tiene su fuente en el lago Saint Clair y se dirige hacia el sur una distancia de 187 km² hasta la ciudad de New Norfolk y allí forma su estuario sobre una longitud de 52 km² hasta el Océano Índico. Su producción varía de 50 a 140 m³/s con una media de 90 m³/s. 
Su vasto estuario forma el puerto de la ciudad de Hobart, el que a menudo se considera como el puerto más profundo del hemisferio meridional.

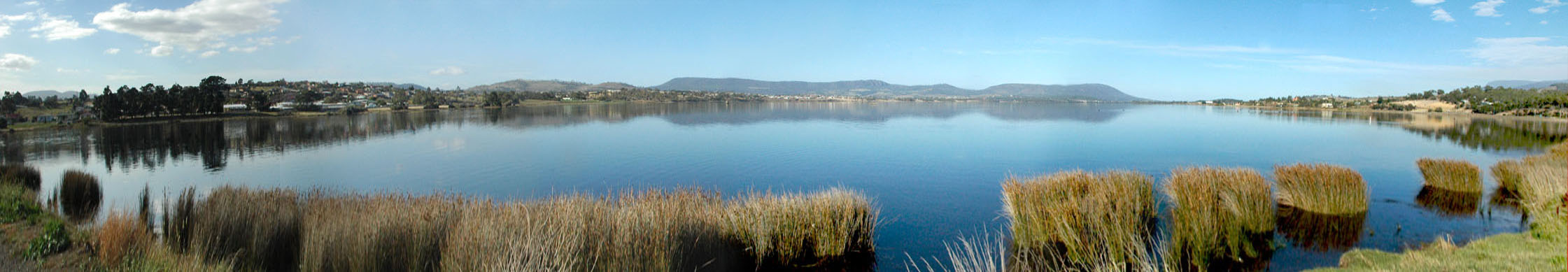
El río Derwent River vista de Bridgewater bridge.